# Devil May Cry
Devil May Cry (яп. デビル メイ クライ) — відеогра в жанрі hack and slash, розроблена і видана компанією Capcom в 2001 році ексклюзивно для PlayStation 2. Перша гра в однойменній серії і друга в основний хронології. Була перевидана в складі Devil May Cry HD Collection для PlayStation 3 та Xbox 360 з покаращеною графікою 3 квітня 2012 року, а 13 березня 2018 для PlayStation 4, Xbox One та Windows.
Події гри відбуваються через декілька років після Devil May Cry 3, яка є приквелом до оригінальної гри. Сюжет оповідає про боротьбу Данте, напів-людини, напів-демона, проти владики демонів Мундуса, який прагне захопити світ людей.

## Ігровий процес
Гравцеві належить переміщуватися впродовж місій (рівнів) по різних локаціях, знищуючи на них супротивників і вирішуючи головоломки. Самі рівні розділені на глави, однак гравець може перейти на локацію, яка була в попередній. Оскільки гра є одним з ранніх представників жанру слешер, в ній немає багатьох сучасних елементів. Гравець здатний битися з супротивниками за допомогою комбінацій холодної та вогнепальної зброї. За допомогою холодної зброї також можна виконувати різні комбо-атаки. Реалізація багатьох прийомів досягається за допомогою утримання кнопки Захоплення (англ. Lock-On) і маніпуляції зі стіком геймпада (наприклад, комбінація з захоплення і руху назад дозволяє Данте підкинути противника мечем, а при комбінації з рухом вперед — провести таранний удар). Нова зброя відшукується впродовж проходження гри. Проходження рівнів дає гравцеві рейтинг, який нараховується за час і зібрані сфери. Він оцінюється за шкалою: D, C, B, A, S. Вищий підсумковий рейтинг дає більший бонус наприкінці рівня.
Данте має здатність «Диявольська сутність» (англ. Devil Trigger). Він тимчасово робить персонажа сильнішим і швидшим, а також дозволяє відновлювати здоров'я, поки не вичерпається спеціальна шкала з ієрогліфів. Також цей режим дозволяє виконувати деякі спеціальні атаки, недоступні в звичайному стані. В цій грі Devil Trigger недоступний, допоки Данте не знайде демонічну зброю Аластор.
Прийоми і корисні предмети відкриваються і купуються в Статуях Божества (англ. Divinity Statue). Купівля здійснюється за рахунок червоних сфер (англ. Orbs), які добуваються з переможених демонів, від руйнування деяких об'єктів, а також за проходження місій. Попри назву, «сфери» насправді мають видовжену форму і зображення людського лиця. Окрім покупок, червоні сфери служать для відкриття Запечатаних Дверей (англ. Sealed Doors), які вимагають їх певної кількості.
Окрім червоних, є сфери інших кольорів, які мають інакше призначення. Зелені відновлюють здоров'я. Сині збільшують максимальне здоров'я; можуть бути куплені, або зібрані по частинах з уламків. Фіолетові збільшують максимальний рівень Devil Trigger. Жовата сфера дозволяє продовжити гру в разі загибелі Данте.
Іншими корисними предметами є Життєва (англ. Vital Star) та Диявольська (англ. Devil Star) зірки, що відновлюють здоров'я та Devil Trigger, Свята вода (англ. Holy Water), яка завдає сильних ушкоджень демонам, та Недоторканість (англ. Untouchable), яка робить героя тимчасово невразливим.

## Персонажі
- Данте (англ. Dante) — головний герой гри, син легендарного Темного Лицаря Спарди і земної жінки Єви. Володіє власним агентством з полювання на демонів — «Devil May Cry». Завдяки напівдемонічній природі володіє надлюдськими силою і витривалістю, а також вправний з численними видами холодної і вогнепальної зброї.
- Мундус (англ. Mundus) — владика демонів, головний антагоніст гри. Колись він пробував завоювати світ людей, але був зупинений своєю ж «правою рукою» — Спардою, який запечатав Мундуса. Та все ж Мундус зміг звільнитися, опинившись на острові Маллет, щоб помститися нащадкам Спарди і поновити свої плани завоювання світу. Спочатку з'являється у вигляді статуї, показавши свою справжню форму тільки в фінальній битві з Данте.
- Тріш (англ. Trish) — жінка, яка дуже схожа на матір Данте, Єву. Пізніше з'ясовується, що Тріш була створена Мундусом спеціально схожою на Єву, аби зіграти на почуттях Данте. І хоча Тріш намагалася вбити Данте за наказом Мундуса, він врятував її, що спонукало Тріш відмовитися від служіння злу.
- Нело Анджело (англ. Nelo[6] Angelo) — загадковий лицар, ім'я якого перекладається як Темний Ангел, один з наближених Мундуса. Він чесно бореться зі своїми противниками, що рідкість для демона. Зустрічався з Данте тричі[7], поки не зазнав остаточної поразки. Як виявилося, він є Вергілієм, братом Данте, якого підкорив своїй волі Мундус.

## Сюжет
Гра починається з передісторії. Колись давно повелитель демонів Мундус вирішив захопити світ людей. Однак, його «права рука», Спарда, став на захист людей. Він заточив Мундуса в світі демонов. З тих пір його знають як Темного Лицаря Спарду, хоч ця історія і сприймається лише як легенда.
Події гри починаються з того, що в офіс «Devil May Cry» вривається жінка, яка називає себе Тріш. Вона випробовує можливості Данте і розповідає про те, що Мундус, якого батько Данте, Спарда, колись переміг, зміг вибратися з ув'язнення і зараз перебуває на острові Маллет, готуючись відкрити ворота до пекла і напасти на світ людей.
Данте і Тріш відправляються на острів. Данте обстежує замок, який спочатку здається ніким ненаселеним, поки не з'являються демонічні рухомі маріонетки, а потім й інші демони, які чим далі, тим стають сильнішими. Данте доводиться шукати ключі для просування вперед і нову зброю. Він зустрічає генералів армії Мундуса, які знали Спарду. Згодом його атакує лицар Нело Анджело, який поводить себе нехарактерно для демона. Він намагається задушити Данте, однак, побачивши у того амулет, що дістався йому від матері, відступає. В цей час за всім спостерігає Тріш.
Данте просувається далі, зустрічаючи все сильніших демонів, серед яких і біо-зброя Мундуса, Кошмар, здатний набувати форми стрінутих раніше демонів і босів. При останній зустрічі з Данте Нело Анджело знімає шолом і виявляється Вергілієм. Данте перемагає брата і забирає його амулет. Злившись воєдино, амулети трансформують меч Данте «Грань Сили» в більш грізну зброю — «Меч Спарди». В цей час Мундус через свою статую наказує Тріш вбити Данте.
В черговий раз зустрівшись з Кошмаром, який загрожує Тріш, Данте майже долає його. Але тут Тріш нападає на Данте. Коли Кошмар остаточно вбитий, на Тріш падає зі стелі камінь, однак, Данте рятує її за те, що Тріш схожа на його матір. Проте він тут же погрожує їй, що наступного разу не буде таким милосердним. Данте йде, а Тріш чує голос Мундуса, який повідомляє, що та його підвела і це матиме неприємні наслідки.
Пройшовши до кінця, Данте потрапляє в головний зал, де знаходиться статуя Мундуса, через яку він говорить. Мундус показує прикуту до стіни Тріш, погрожуючи її вбити, якщо Данте хоч ворухнеться, і атакує його магічними списами та променем з третього ока. Та Тріш звільняється і підставляє себе під промінь. Данте викликає Мундуса на чесний бій і той постає в образі крилатого велетня. Син Спарди, пробудивши в собі нові сили, перемагає владику демонів, після чого повертається до Тріш. Він залишає з нею амулет матері і меч батька і біжить з замку, який розвалюється. Але, майже вибравшись із замку, Данте падає в кімнату, де з'являється вижилий Мундус. Майже під кінець битви з'являється жива Тріш, яка передає Данте свою силу і лиходія вдається запечатати знову.
Данте і Тріш використовують літак, щоб врятуватися, пролітаючи тунелями під островом. Повернувшись назад, Тріш стає напарницею Данте, а агентство отримує нову назву — «Диявол ніколи не плаче» (Devil Never Cry). Телефоном надходить нове замовлення і мисливці на демонів вирушають назустріч новим пригодам.

## Розробка
Натяки на створення гри з'явилися ще в 1999 році. Спочатку гра повинна була стати черговим проектом в серії Resident Evil і розробка доручалася продюсером Шінджі Мікамі геймдизайнерові Хідекі Камія. Головним героєм, за задумкою, мав стати Тоні, дуже сильний, розумний і спритний, що пояснювалося біотехнологями.
Камія відмовився від камери з фіксованим кутом огляду та пререндерених фонів, пояснивши це тим, що головний герой не виглядатиме так досить героїчним, тому гра отримала динамічну камеру.
Команда творців гри провела одинадцять днів у Великій Британії та Іспанії, фотографуючи архітектуру для текстур майбутньої гри — готичні статуї, кам'яні тротуари тощо Хоча розробники й намагалися таким чином «освіжити» нову частину Resident Evil, Мікамі зрозумів, що далеко відійшов від її основ. Поступово в цьому переконалися і всі співробітники. Камія, зрештою, створив інший варіант сюжету. Тоні замінили на Данте. Він був сином простої жінки Єви і лорда Спенсера, одного із засновників корпорації Umbrella. Сама ж дія розвивалася в готичному світі, повному демонів (хоча спочатку багато варіантів супротивників з гри були не демонами, а зараженими людьми). Данте поставав як авантюрист і детектив, який вирушив в замок свого брата. Даний варіант сценарію був відхилений, проте авторам задум здався цікавим. Після доопрацювання в листопаді гра отримала назву «Devil May Cry».

## Оцінки
| Агрегатор    | Оцінка |
| ------------ | ------ |
| GameRankings | 92.60% |
| Metacritic   | 94/100 |

| Видання       | Оцінка |
| ------------- | ------ |
| Eurogamer     | 9/10   |
| Famitsu       | 34/40  |
| Game Informer | 9.5/10 |
| GamePro       | 5/5    |
| GameSpot      | 9.1/10 |
| GameSpy       | 4.5/5  |
| IGN           | 9.6/10 |

Гру позитивно зустріли критики, як правило, хвалили інновації геймплею, екшн, управління камерою і готичну атмосферу. Game Informer підсумували свою рецензію словами «Змушує Resident Evil виглядати, як повільний зомбі». Цей же оглядач відмітив, що Devil May Cry зображає головних героїв не наляканими постраждалими, які шукають зброю проти зла і врешті перемагають його, а справді «крутими», яких всі бояться. Devil May Cry часто потрапляла в списки Найкращих відеоігор. У 2010 році IGN дав 42-е місце в їх «Топ-100 ігор для PlayStation 2». Сам Данте також отримав схвалення, ставши одним з 25 найпопулярніших персонажів відеоігор десятиліття за версією Games Radar.
Гра, однак, була також і предметом критики. Журнал Next Generation виступив проти складності гри, вважаючи, що випробування були додані для збільшення часу гри. The Electric Playground наголосили на незвичайній схемі управління і відсутності опцій настройки. GameSpy критикували поведінку камери, час освоєння гри і графічні недоліки, такі як мерехтіння і зазубрини, сказавши, що «вигляд гри соромить попередників».